# Natalija Fokina-Semenova
Natalija Viktorivna Fokina-Semenova (in ucraino Наталія Вікторівна Фокіна-Семенова?; Horlivka, 7 luglio 1982) è una discobola ucraina.

## Palmarès
| Anno | Manifestazione    | Sede      | Evento           | Risultato | Misura  | Note |
| ---- | ----------------- | --------- | ---------------- | --------- | ------- | ---- |
| 2000 | Mondiali juniores | Santiago  | Lancio del disco | 6ª        | 51,44 m |      |
| 2001 | Europei juniores  | Grosseto  | Lancio del disco | Oro       | 56,69 m |      |
| 2003 | Europei under 23  | Bydgoszcz | Lancio del disco | Oro       | 59,30 m |      |
| 2003 | Universiadi       | Taegu     | Lancio del disco | Oro       | 63,11 m |      |
| 2004 | Olimpiadi         | Atene     | Lancio del disco | 24ª       | 58,28 m |      |
| 2005 | Universiadi       | Smirne    | Lancio del disco | 8ª        | 56,47 m |      |
| 2005 | Mondiali          | Helsinki  | Lancio del disco | 9ª        | 58,44 m |      |
| 2006 | Europei           | Göteborg  | Lancio del disco | 9ª        | 59,99 m |      |
| 2007 | Mondiali          | Osaka     | Lancio del disco | 7ª        | 61,17 m |      |
| 2008 | Olimpiadi         | Pechino   | Lancio del disco | 14ª       | 60,18 m |      |
| 2011 | Mondiali          | Taegu     | Lancio del disco | 15ª (q)   | 58,27 m |      |
| 2012 | Europei           | Helsinki  | Lancio del disco | Bronzo    | 62,91 m |      |
| 2012 | Olimpiadi         | Londra    | Lancio del disco | 17ª       | 60,61 m |      |
| 2013 | Mondiali          | Mosca     | Lancio del disco | 23ª (q)   | 55,79 m |      |
| 2014 | Europei           | Zurigo    | Lancio del disco | 21ª (q)   | 46,57 m |      |
| 2016 | Europei           | Amsterdam | Lancio del disco | 6ª        | 62,21 m |      |
| 2017 | Mondiali          | Londra    | Lancio del disco | 25ª (q)   | 55,83 m |      |
| 2021 | Giochi olimpici   | Tokyo     | Lancio del disco | 31ª (q)   | 54,28 m |      |

## Altre competizioni internazionali
2006
- 5ª in Coppa Europa invernale di lanci ( Tel Aviv), lancio del disco - 58,96 m

2007
- Bronzo in Coppa Europa invernale di lanci ( Jalta), lancio del disco - 60,51 m
- Bronzo in Coppa Europa ( Monaco di Baviera), lancio del disco - 62,32 m

2008
- Argento in Coppa Europa ( Annecy), lancio del disco - 62,25 m

2009
- Oro agli Europei a squadre ( Leiria), lancio del disco - 61,58 m

2013
- 4ª agli Europei a squadre ( Gateshead), lancio del disco - 59,99 m

2014
- 8ª in Coppa Europa invernale di lanci ( Leiria), lancio del disco - 56,36 m
- 5ª agli Europei a squadre ( Braunschweig), lancio del disco - 59,14 m
- Bronzo al DécaNation ( Angers), lancio del disco - 60,61 m

2015
- 9ª in Coppa Europa invernale di lanci ( Leiria), lancio del disco - 58,21 m
- Bronzo agli FBK Games ( Hengelo), lancio del disco - 61,09 m
- 4ª agli Europei a squadre ( Čeboksary), lancio del disco - 58,03 m